# Friedrich Wilhelm von Steuben
Friedrich Wilhelm August Heinrich Ferdinand Freiherr von Steuben (ˈstjuːbən ali stjuːˈbɛn, nemško: ˈfʁiːdʁɪç ˈvɪlhɛlm fɔn ˈʃtɔʏbn̩; rojen kot Friedrich Wilhelm Ludolf Gerhard Augustin Louis Freiherr von Steuben; 17. september 1730 – 28. november 1794),  imenovan tudi baron von Steuben, je bil pruski vojaški častnik, ki je imel vodilno vlogo v ameriški revolucionarni vojni z reformiranjem kontinentalne vojske v disciplinirano in profesionalno bojno silo. Njegovi prispevki so pomenili pomembno izboljšanje uspešnosti ameriških čet.
Rojen v vojaški družini, je bil Steuben že zgodaj izpostavljen vojni; pri 14 letih je opazoval svojega očeta, kako je vodil pruske inženirje pri obleganju Prage leta 1744. Pri 16 ali 17 letih se je pridružil pruski vojski, ki je veljala za najbolj profesionalno in disciplinirano v Evropi. Med 17 leti vojaške službe je Steuben sodeloval v več bitkah v sedemletni vojni (1756–1763), napredoval v čin stotnika in postal pomočnik kralja Friderika II. Pruskega, ki je bil znan po svoji vojaški spretnosti in strategiji.  Steubenova kariera je dosegla vrhunec z obiskom Friderikove elitne šole za mlade vojaške častnike, po kateri je bil leta 1763 nenadoma odpuščen iz vojske, domnevno zaradi spletk tekmeca.
Steuben je 11 let preživel kot dvorni komornik princa Hohenzollern-Hechingena, majhne nemške kneževine. Leta 1769 ga je vojvodinja Württemberška, Friderikova nečakinja, imenovala v viteški red zvestobe, zaslužno nagrado, ki je podeljevala naziv Freiherr ali 'svobodni gospod'; leta 1771 mu je služba Hohenzollern-Hechingenu prinesla naziv baron. Leta 1775, ko se je začela ameriška revolucija, je Steuben doživel zmanjšanje plače in iskal nekakšno vojaško delo. Ker ni mogel najti zaposlitve v mirni Evropi, se je pridružil ameriškim vojnim prizadevanjem prek skupnih francoskih stikov z ameriškimi diplomati, predvsem z veleposlanikoma v Franciji Silasom Deanom in Benjaminom Franklinom. Zaradi svojih vojaških podvigov in pripravljenosti, da služi Američanom brez nadomestila, je Steuben naredil pozitiven vtis tako na Kongres kot na generala Georgea Washingtona, ki ga je imenoval za začasnega generalnega inšpektorja kontinentalne vojske.
Zgrožen nad stanjem ameriških sil, je Steuben prevzel vodstvo pri poučevanju vojakov osnov vojaških vaj, taktike in discipline, ki so temeljile na pruskih tehnikah. Napisal je Pravilnik za red in disciplino čet Združenih držav, ki je desetletja ostal vojaški priročnik za vaje in še vedno vpliva na sodobne priročnike ameriške vojske. Steuben se je lotil tudi razširjenih administrativnih odpadkov in podkupovanja, s čimer je pomagal prihraniti nujno potrebne zaloge in sredstva. Ko so te reforme začele obroditi sadove na bojišču, je leta 1778 Kongres, na Washingtonovo priporočilo, Steubena imenoval na položaj generalnega inšpektorja s činom generalmajorja. Preostanek vojne je služil kot Washingtonov načelnik štaba in eden njegovih najbolj zaupanja vrednih svetovalcev.
Po vojni je Steuben postal ameriški državljan in mu je bilo v nagrado za njegovo službo podeljeno veliko posestvo v New Yorku. Leta 1780 je bil izvoljen za člana Ameriške filozofske družbe, učene družbe, ki je vključevala mnoge najvidnejše ustanovne očete naroda.

## Sources
- Palmer, John McAuley (1937). General Von Steuben. Yale University Press.
- Danckert, Stephen C. "Baron von Steuben and the Training of Armies." Military Review 74 (1994): 29–34 in EBSCO
- Steuben Papers, NYHS
- The Historic Society of Pennsylvania, Simon Gratz Collection (#250), Case 4, Box 13 William North /Benjamin Walker Letters
- Guide to the Friedrich Wilhelm von Steuben Papers at the New-York Historical Society